# Drucourt
Drucourt – miejscowość i gmina we Francji, w regionie Normandia, w departamencie Eure.
Według danych na rok 1990 gminę zamieszkiwały 554 osoby, a gęstość zaludnienia wynosiła 46 osób/km² (wśród 1421 gmin Górnej Normandii Drucourt plasuje się na 418. miejscu pod względem liczby ludności, natomiast pod względem powierzchni na miejscu 241).